# Dysoxylum sessile
Dysoxylum sessile är en tvåhjärtbladig växtart som beskrevs av Friedrich Anton Wilhelm Miquel. Dysoxylum sessile ingår i släktet Dysoxylum och familjen Meliaceae. Inga underarter finns listade i Catalogue of Life.